# Суворовская гора
Суво́ровская гора́ — неофициальное название длинной возвышенности на условной границе Приднестровья и Молдавии возле сёл Гыска и Хаджимус, в 5 км к югу от Бендер. На её вершине находится курган, названный в народе Суворовским. По названию кургана назвали и гору. Во время Великой Отечественной войны холм носил закрытое название «высота 150». С холмом связано множество легенд.

## История
Откуда взялось такое название у кургана никто точно не знает. Но ходит множество легенд, историй о происхождении названия.
Некоторые считают, что Суворовская гора — это братская могила солдат, погибших при штурме Бендерской крепости под командованием Александра Суворова. Отсюда название Суворовский курган или «Суворова могила».

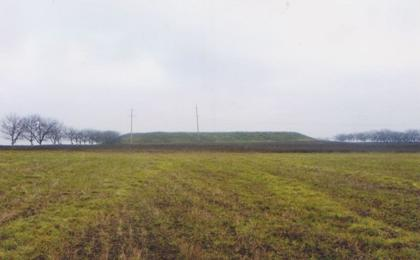
Курган на вершине Суворовской горы

### Эпоха русско-турецких войн
Писатель-краевед В. Кучеренко в книге «Бендеры — жизнь тому назад», касаясь темы Суворовской горы, пишет: «Издавна этот курган господствует над городом. Пока не известно его происхождение, но с личностью Суворова он никак не связан. Хотя еще на карте начала XX века он помечен как Суворова гора. Он, возможно, бывал в Бендерской крепости. В Бендерах была ставка Потёмкина, которому подчинялся Суворов. Вот на доклады он мог приезжать к светлейшему».
На картах XIX века гора обозначена как лагерное поле, где располагалось стрельбище.

### Во время Второй мировой войны
Суворовская гора — одно из мест, где решалась судьба Ясско-Кишиневской операции. Наиболее сильные бои развернулись за эту высоту 22 августа 1944 года. Советские войска в составе 2-й роты 129-го стрелкового полка 93-й миргородской стрелковой дивизии шли в атаку, но немцы из хорошо замаскированных амбразур наносили им большие потери. Рота вынуждена была залечь. Тогда боец Николай Курило взял несколько связок гранат, подполз к немецкой пулеметной точке, встал во весь рост и бросил первую связку гранат. В этот момент в него попало несколько вражеских пуль, но он сумел следующей связкой гранат уничтожить немецкую пулеметную точку. Рота перешла в наступление, командир этой роты Закирьян Идиятович Насибулин водрузил Красной знамя над этой высотой 22 августа. Это означало конец немецкого сопротивления, с 22 на 23 августа немцы скрытно начали отвод своих войск от Бендер.
Победа за высоту досталась дорогой ценой. В боях за освобождение Бендер, Хаджимуса и Гыски, длившихся в общей сложности около 4,5 месяцев, свои жизни отдали тысячи солдат. Многочисленные свидетельства ожесточенных боёв за «Высоту 150,0» до сих пор хранит в своей земле Суворовская гора.

### Настоящее время
Сейчас на вершине кургана сохранились остатки разрушенной в ходе молдо-приднестровского конфликта памятной плиты.
В сентябре 2009 года общественные объединения Бендер выступили с инициативой установить памятный знак в память участников штурма этого кургана в ходе освобождения Бендер 20-23 августа 1944 года. Государственная администрация эту идею поддержала.
21 августа 2014 года на кургане был установлен знак «150.0».

## Легенды
По приказу генералиссимуса Александра Суворова русские воины носили землю в своих шапках, делая её визуально выше, чтобы ввести в заблуждение войска противника. Русские, значительно уступавшие по численности войскам турок, ходили вокруг горы неразрывным строем, тем самым создавая у противника, который мог наблюдать одну сторону склона горы, иллюзию бесконечной по численности армии, которая шапками смогла сделать такой курган..
В этом кургане захоронен любимый конь Суворова, а землю для могилы коня солдаты якобы наносили шапками. Еще одна легенда повествует, что из крепости к кургану ведут подземные ходы, а часть выкопанной земли — это и есть насыпь кургана.